# آلة حاسبة (أبل)
آلة حاسبة (بالإنجليزية:  Calculator)‏ هي تطبيق آلة حاسبة أساسي من إنتاج شركة أبل ومرفق مع أنظمة التشغيل ماك أو إس وآي أو إس وآي باد أو إس وووتش أو إس. تحتوي الآلة الحاسبة على ثلاثة أوضاع: أساسي وعلمي ومبرمج. يتضمن الوضع الأساسي لوحة أرقام وأزرارًا للجمع والطرح والضرب والقسمة بالإضافة إلى مفاتيح الذاكرة. يدعم الوضع العلمي الأسس والدوال المثلثية. تحتوي نسخة ماك أو إس من الآلة الحاسبة أيضًا على وضع مبرمج يمنح المستخدم إمكانية الوصول إلى المزيد من الخيارات المتعلقة ببرمجة الكمبيوتر.
يرتبط برنامج الآلة الحاسبة بتاريخ طويل مع بداية منصة ماكنتوش، حيث كان برنامج الآلة الحاسبة البسيط المكون من أربع وظائف ملحقًا قياسيًا للمكتب من أقدم إصدارات النظام. وعلى الرغم من عدم تضمين أي قدرة رياضية أعلى، فقد قدم مطورو الطرف الثالث ترقيات، وأصدرت أبل تطبيق حاسبة بيانية مع أول إصدار باور بي سي (7.1.2) من نظام التشغيل ماك أو إس، وكان مكونًا قياسيًا حتى نظام التشغيل ماك أو إس 9. كما تشحن أبل تطبيقًا مختلفًا مع نظام التشغيل ماك أو إس يسمى رسام بياني لهذا الغرض.
تم تضمين وظيفة الآلة الحاسبة مع نظام التشغيل آي أو إس منذ إطلاقه على آيفون وآي بود تاتش. ومع ذلك، لم يكن لدى أجهزة آي باد تطبيق آلة حاسبة من جهة خارجية، حتى الإعلان عن آي باد أو إس 18 في عام 2024. تمت إضافة وظيفة آلة حاسبة أصلية إلى ساعة أبل مع ووتش أو إس 6، والتي تضمنت زرًا مخصصًا لحساب البقشيش.

## الميزات
تتمتع الآلة الحاسبة بدعم التدوين البولندي العكسي، ويمكنها أيضًا التحدث عن الأزرار التي تم الضغط عليها والنتيجة التي تم إرجاعها.
تتضمن الآلة الحاسبة أيضًا بعض وظائف التحويل الأساسية للتحويل بين الوحدات في الفئات التالية:
- المساحة
- العملة (قد يتم تحديث أسعار الصرف عبر الإنترنت)[7]
- الطاقة أو العمل
- درجة حرارة
- الطول
- الطول
- الضغط
- الوزن/الكتلة
- القوة
- الحجم

منذ إصدار نظام التشغيل ماك أو إس إكس ليوبارد، أصبح من الممكن حساب الدوال الحسابية البسيطة من ميزة سبوتلايت. وهي تتضمن عمليات الجمع والطرح والضرب والقسمة القياسية، مع الأس واستخدام علامة النسبة المئوية للإشارة إلى النسبة المئوية.
تم تضمين أداة حاسبة لوحة التحكم في جميع إصدارات ماك أو إس من ماك أو إس إكس تيجر فصاعدًا حتى موهافي، وبعد ذلك تم إيقاف لوحة المعلومات. لا تحتوي إلا على الوضع الأساسي لنظيرتها المكتبية. مع إصدار أو إس إكس يوسيميتي، تمت إضافة وظائف تحويل الوحدات إلى حاسبة سبوتلايت، بالإضافة إلى أداة حاسبة بسيطة متوفرة في مركز الإشعارات.

## التاريخ
ظهرت الآلة الحاسبة لأول مرة كملحق مكتبي في الإصدار الأول من نظام ماكنتوش لجهاز ماكنتوش 128 كيه لعام 1984. تم تطوير تجسيدها الأصلي بواسطة كريس إسبينوزا وتم تصميم مظهرها جزئيًا بواسطة ستيف جوبز عندما ارتبك إسبينوزا بسبب استياء جوبز من جميع تصميمات النماذج الأولية الخاصة به، فصمم تطبيقًا يسمى مجموعة بناء الآلة الحاسبة الخاصة بك من ستيف جوبز والتي سمحت لجوبز بتخصيص مظهر الآلة الحاسبة حسب رغبته. تم الحفاظ على تصميمها بنفس العمليات الحسابية الأساسية حتى الإصدار النهائي لنظام التشغيل ماك أو إس الكلاسيكي في عام 2001.

## عدم وجود نسخة آي باد
لم يكن تطبيق الآلة الحاسبة متاحًا على جهاز آي باد اللوحي من أبل حتى إصدار آي باد أو إس 18 في 16 سبتمبر 2024. في عام 2020، خلال مقابلة مع يوتيوبر التقني ماركيز براونلي، قال رئيس برامج أبل كريج فيديريغي إن سبب افتقار آي باد إلى تطبيق الآلة الحاسبة هو أن مهندسي أبل لم يجدوا تصميمًا «ينصف» حجم شاشة آي باد. في عام 2022، سألت جوانا ستيرن من صحيفة وول ستريت رئيس تسويق أبل جريج جوسوياك عن عدم وجود تطبيق الآلة الحاسبة، الذي رد: «هناك الكثير منهم. انتقل إلى آب ستور». تمكن تعديل كسر الحماية المسمى (بالإنجليزية: Belfry)‏ من تثبيت التطبيق بشكل غير رسمي، إلى جانب كل تطبيق آخر مخصص للآيفون فقط، على جهاز آي باد في أوائل عام 2012. خلال مؤتمر مؤتمر أبل العالمي للمطورين 2024، تم الإعلان عن تطبيق الآلة الحاسبة كميزة لنظام آي باد أو إس 18، والذي تضمن ميزات جديدة مثل التوافق مع قلم أبل.